# إروين هان
إروين هان (بالإنجليزية: Erwin Hahn)‏ (و. 1921 – 2016 م) هو فيزيائي، وعالم نووي من الولايات المتحدة الأمريكية . ولد في شارون.
وهو عضو في الجمعية الملكية، والأكاديمية الفرنسية للعلوم، والأكاديمية الأمريكية للفنون والعلوم، والأكاديمية الوطنية للعلوم، والأكاديمية السلوفانية للعلوم والفنون.

## التعليم
تعلم في جامعة إلينوي في إربانا-شامبين، في تخصص فيزياء، وتحصل منها على دكتوراه في الفلسفة

## جوائز
حصل على جوائز منها:
- Comstock Prize in Physics (1993)[9]
- جائزة وولف في الفيزياء (1983)[10]
- Oliver E. Buckley Condensed Matter Prize (1971).[11]